# 西沢喜太郎

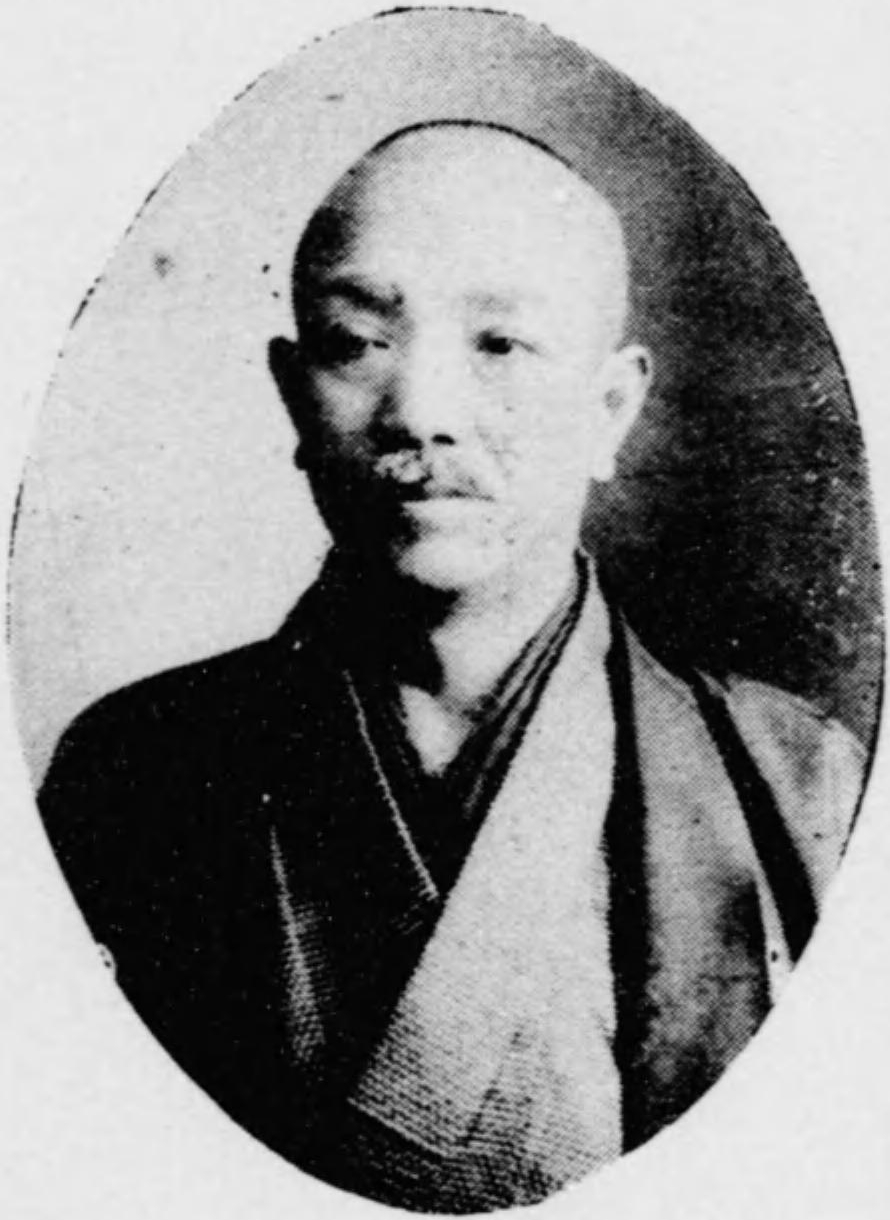
西沢喜太郎の肖像写真

西沢 喜太郎（にしざわ きたろう、旧字体：西澤 喜太郞、慶応元年12月13日〈1865年1月29日〉 - 1941年〈昭和16年〉2月25日）は、明治末期から昭和戦前期にかけて活動した日本の銀行経営者である。長野県長野市の人物で、家業である書籍商を営みつつ長野市を拠点とする長野商業銀行・長野農工銀行・長野貯蓄銀行で頭取を務めた。「喜太郎」を襲名する前の名は喜三郎。

## 経歴
慶応元年12月13日（新暦：1865年1月29日）、堀内鍋作（士族）の次男として生まれる。出身地は信濃国埴科郡屋代町（現・長野県千曲市）。1882年（明治15年）勉学のため上京し、1885年（明治18年）陸軍教導団へ入隊。翌年一等軍曹に任ぜられたが、1888年（明治21年）病を得て除隊した。
1888年8月、西沢喜太郎（先代）の養子となり、西沢家に入籍する。西沢家は長野市で300年以上続く書籍商であり、養父の代より善光寺門前の大門町に店を構えた。長野では蔦屋伴五郎の書店が著名で西沢家の店は格下の存在であったが、養父の代に小学校教科書の販売権を得て長野を代表する書店に発展した。また養父喜太郎は長野商業銀行の頭取も務めた。同社は1899年（明治32年）2月長野市に設立された銀行で、市内の商業金融を営業基盤としていた。
1906年（明治39年）11月養父喜太郎が死去したため、喜三郎から改め喜太郎を襲名する。相続後は家業の書籍商を拡大したほか、金融界にも入って翌1907年（明治40年）1月長野商業銀行の取締役に就任した。同社では初め頭取高橋休蔵の下で常務取締役を務めた。小林暢が頭取となった1908年の段階では常務から外れ高橋とともに平取締役に名を連ねる。1910年（明治43年）、長野商業銀行頭取に就任したが、1914年（大正3年）5月に拡大路線を進む六十三銀行（本店長野市、八十二銀行の前身）へと合併され長野商業銀行は消滅した。合併に伴い西沢は六十三銀行取締役に転じ、以後1929年（昭和4年）12月まで長く在職している。
金融界では他に1911年（明治44年）、長野農工銀行の監査役に就任した。同社は1898年（明治31年）に設立された、長野県を所管する農工銀行である。長野農工銀行では1921年（大正10年）7月、監査役から取締役へと転じ、頭取に選出された。頭取在任中の長野農工銀行は支店網を拡充しつつ、小口貸付を励行し一般労働者に対する低利資金の普及を図るなど、積極経営を展開した。また頭取在任中の1921年11月22日、貯蓄銀行法に基づく貯蓄銀行として長野貯蓄銀行が設立されると初代取締役頭取に就任した。長野農工銀行頭取は1929年7月に辞任し（後任は常務の紀浦次郎）、同年12月取締役からも退いた。12月中に長野貯蓄銀行取締役も辞任している。
実業界では1910年上高井郡須坂町（現・須坂市）の電力会社信濃電気の監査役に選出された。同社では1916年（大正5年）10月取締役へ転任。以後1936年（昭和11年）4月に退任するまでまで長く務めた。また信濃電気傘下の石灰窒素メーカー信越窒素肥料（現・信越化学工業）でも1926年（大正15年）9月の会社設立時から1933年（昭和8年）3月まで監査役を務めている。
その他には1920年（大正9年）6月長野市会議員に当選、市会の互選で参事会員にも選ばれ、ともに1期のみ務めた。さらに善光寺保存会理事長を務めた時期もある。1929年に長野県立図書館が開設された際には書籍9000冊を寄贈した。
1941年（昭和16年）2月25日死去。76歳没。